# アナログコンピュータ
アナログコンピュータとは、広義には、電子式アナログ計算機（アナログ電子式計算機）の総称である。この記事ではそのうちの「演算関数型」などと分類される加算や微積分といった演算を行う電子回路要素により微分方程式の解を求めるタイプの、真空管式の演算増幅器を使った微分方程式解析装置について解説する。以下では特段の記述のある場合を除き「アナログコンピュータ」はそのようなもののみを指す。「直接相似型」など、その他についてはアナログ計算機の記事も参照のこと。

## 概要
（この記事で扱う）アナログコンピュータは様々な物理現象を方程式に表してその物理量を電圧に対応させて入力し、演算結果出力を操作者が元の物理量に還元して使うもので、線形現象だけでなく、非線形函数も実現でき、特に微分方程式の過渡解を簡易に出力できるので、自動車開発設計や電気回路・送電路などで過渡現象の解析などに重用され成果を上げた。それまでは、最良特性を得るのに実物の試作が多数必要で全条件に渡る網羅的試作ができなかったものが、アナログコンピュータによる一種模擬実験で良好適切な特性を詰めてから試作に掛かれるので高品質製品の試作工数が激減できて開発設計作業が大幅に効率化された。

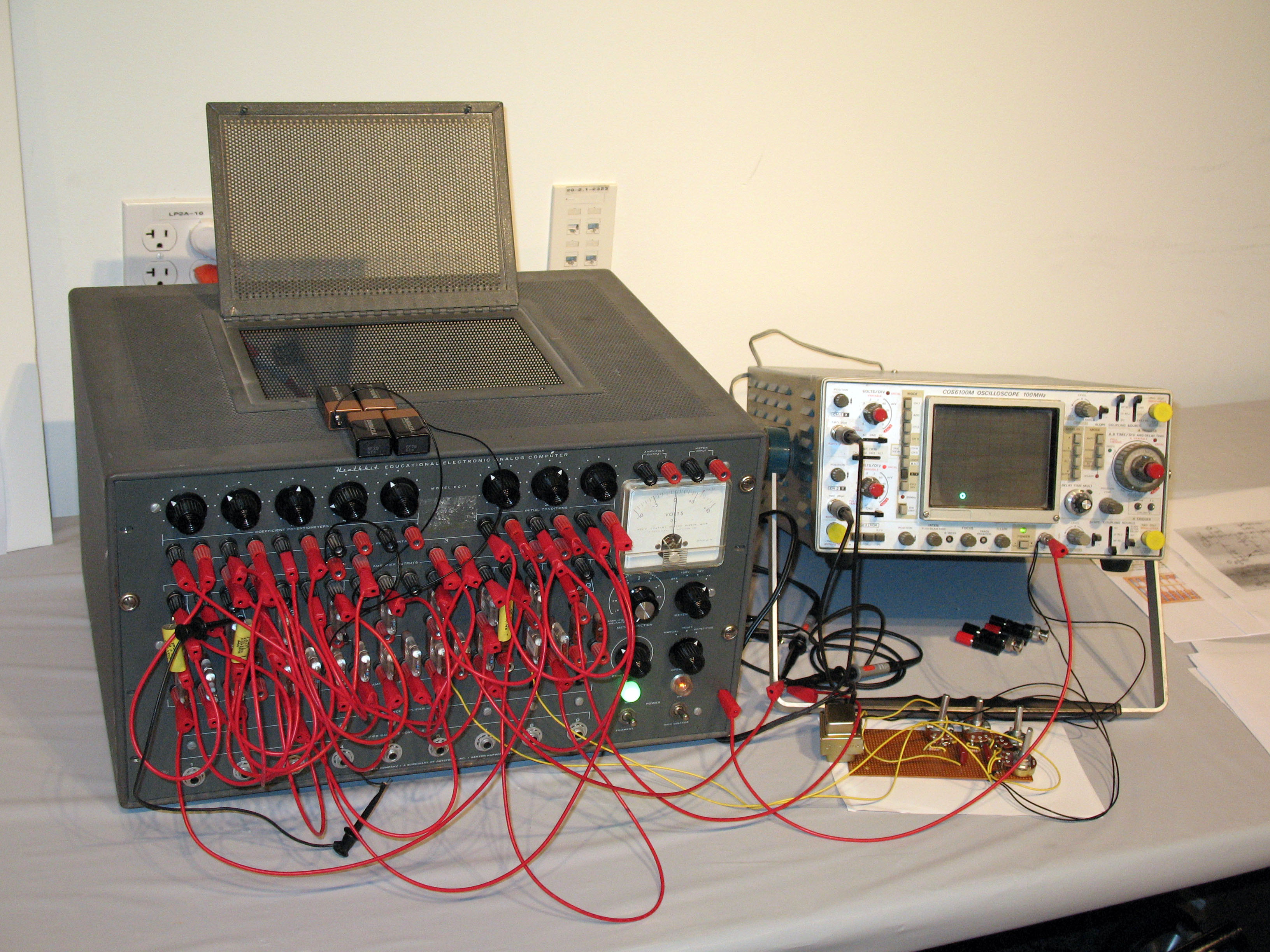
ヒースキットEC-1アナログコンピュータ

多元連立方程式を解くことも可能だが、任意の定数設定で微分方程式を解いての過渡現象を表示できることの際だった有用性が支持されて普及したもので、工学系大学の学部生への講義や、工業高等専門学校や、一部工業高校の授業で、微分方程式の解法としてのラプラス変換、伝達関数、帰還制御理論（=自動制御理論）と併せてアナログコンピュータの使用法が教育されて広がった。
これは学生が物理現象を微分方程式に表してその解を求める具体的な演習教材として非常に適していたためである。1960 - 1963年には教育用として、簡易ではあるがアナログコンピュータheathkit EC-1が完成品が400ドル、組立キットが199ドルで売り出され、日本のアマチュア・セミプロ向けラジオ雑誌「ラジオ技術」（既廃刊）にもグラビア（1963/11号）と連載解説記事（1964/1 - /3号）で紹介されている。

### 歴史
アナログコンピュータ（他のタイプも含む）の最も重要な要素であるオペアンプは、今日ではIC化されブラックボックス的に扱われることも多いデバイスだが、その基礎技術は真空管時代に開発されていったものである。まず1920年代の末にハロルド・スティーブン・ブラックによる負帰還アンプによって、大利得のアンプを負帰還で制御して望みの倍率を得るという構成が現れ、1930年代に差動回路の発展があった（en:Differential amplifier#Historical background を参照）。演算をする電子回路、という発想が明確にあらわれている特許である「Summing Amplifier」の出願されたのが1941年だが（en:Operational amplifier#Historical timeline を参照）戦争によりその公開は戦後となっている。兵器への応用のために戦時中に発展の大きかった分野のひとつで、連合側ではM9 Gun Directorという高射指揮装置に使われたものや、枢軸側ではV2ミサイルとして有名なA4ロケットの初期制御や、V2計画に必要な計算用に使われた、ヘルムート・ホルツァーによるものがある。
そういった技術がアナログコンピュータとしてまとめられて、日本へは1953年（昭和28年）頃伝わり、日本電気、日立、東芝など電機各社が製品化して普及し各界で重用された。
その後は、全領域の模擬実験が自動でできる、ディジタルコンピュータでのコンピュータ・プログラムによるシミュレーション（いわゆる「コンピュータ・シミュレーション」）の急速な発達で、過渡現象も解析可能となった。演算条件を手動設定するか、大規模な機械式部分を含む自動設定装置に頼る必要のあるアナログコンピュータは1980年頃の一般真空管の製造中止もあって、開発研究中の磁気増幅器型や、半導体オペアンプ式も量産製品化されずに、アナログコンピュータ全体が寿命として廃れて歴史的機材となった。
しかしながら、磁気増幅器型は大電力を直接制御できる能力がありプロセス制御の組み込み型に使え、計測制御バスであるHPIB（GPIB/IEEE488）などの普及で演算条件設定が自動化（プログラム化）できる環境もあり、リアルタイムのテストができて、教育用にも適することは変わっていない。

## 構造
（真空管）アナログコンピュータの構造は、主に真空管による演算増幅器（オペアンプ）と抵抗器、コンデンサー、ダイオード、ポテンショメーター、乗算器、標準電圧源、リレー接点などを接続端子盤でパッチコード（=接続コード）で繋いで組み合わせ、符号反転器、係数器、加算器、積分器、非線形応答要素、微分器、遅延装置などの演算要素を構成し、それらを組み合わせて方程式を構成し、演算させて過渡解と定常解を求め、ペン書きレコーダーやオシロスコープのCRT上と電圧計に出力させるものである。特に他の方法では求めにくかった過渡解が簡単に求められるため重用された。
リアルタイムで解が求められるペン書きレコーダーは大変高価だった。このため簡易型として、時間軸変換してオシロスコープ画面上にちらつかない頻度（概ね25Hz以上）で繰り返し表示させるものが現れ、「高速型」や「繰り返し型」と呼ばれた。それに対してペン書きレコーダーを使って実時間で解を表示できるものは「低速型」と呼ばれた。
最も簡易な高速型では5極3極管6U8単管や6BL8単管で演算増幅器を構成して60dB（1,000倍）程度の増幅度のものが作られ、低速型では120dB～130dB（1,000,000倍～3,000,000倍）の増幅度の演算増幅器が作られた。その1,000倍余もの利得の違いは演算誤差の相違に反映されていた。
演算増幅器は、（符号）反転増幅器が用いられ、入力側に接続するインピーダンスZiと、出力側から帰還させるインピーダンスZfの比が、ほぼ全体の伝達関数G=−Zi/Zfとなる。

すなわち、入力側が抵抗器Ri、出力側が抵抗器Rfとすると、符号反転係数器で伝達函数は
{\displaystyle G=-{\frac {R_{f}}{R_{i}}}}
となる。
入力側抵抗器を複数個並べて繋げると入力数端子数だけの'加算器'機能が加わる。
出力帰還側をコンデンサーCに交換すると、いわゆる「ミラー積分器」を構成して、伝達函数は
{\displaystyle G={\frac {1}{CR}}\cdot {\frac {1}{S}}}
となりCR積分回路が有効になる折れ点角周波数1/CRが、ミラー積分回路とすることで1/増幅度μの1/μCRに落ちて積分誤差を大幅に小さくしている。
積分の係数を−1にするCRの値は、1MΩ×1μFが標準的な値だった。繰り返し型（高速型）ではこれより小さな値を用いて積分の係数を大きくしている。
入力側抵抗器を複数個並べて繋げると、やはり入力数端子数だけの加算器機能が加わり符号反転係数加算積分器となる。
なお微分器は、入力側をコンデンサーC、出力帰還側を抵抗器Rfとすれば、伝達函数G=CRf⋅Sとして理屈の上では構成できるはずだが、
現実には高域の増幅特性が特に要求されて、演算増幅器の周波数特性が障害となり、それ以上高い周波数領域の演算ができない。これにより通常は、アナログコンピュータの構成要素として微分器は使わず、方程式を積分型に整理して設定する（図［F5］［F6］参照）ことで演算誤差を抑制・回避している。
また、反転増幅器の使用により演算要素毎に極性が反転するためにプログラミングがややこしくなるが、教育訓練用に限れば演算要素それぞれに符号反転器を接続することで解消され扱いやすくなる。反面、演算誤差が増し、2倍の数の演算増幅器が必要になるため少しでも演算精度の欲しい実務では逆極性のまま演算させて符号反転器使用をなるべく避ける。
非線形函数としては、対数、乗算、2乗、片効き、飽和、不感帯、折れ線、等様々な特性を標準電圧電源と2極管・半導体ダイオードや分圧抵抗、演算増幅器、専用ハードなどにより実現している。この部分は各現場の自作ハードであることが多い。
また遅延要素も必要だが、後のデジタル計算器のような自由度は実現できなかった。
基本的に、演算増幅器の利得が、各演算要素に必要とされる利得以上の場合に機能が有効で、そこを外れた領域では動作できない。実使用ではこの有効範囲を意識しながら解析を進める必要がある。積分器の高域周波数限界はかなり高く取れるが、微分器では演算増幅器の周波数特性がすぐに微分に必要な周波数に足らなくなり、動作の上限になってしまう。
低い周波数側は、先出、CRの折れ点角周波数1/CRの1/増幅度μの1/μCRがCR時定数からくる積分下限角周波数であるが、低速型アナログコンピュータの場合にはコンデンサーのリーク電流などによる角周波数制限が先に効くことがある。
加えて、扱える信号レベルの下限は演算増幅器のノイズレベルまでで、そこから飽和レベルまでの「ダイナミックレンジ」内での演算が可能である。
ペン書きオシロスコープ出力の低速型では演算増幅器のドリフト誤差を特に嫌って、直流増幅器に機械式のチョッパーアンプが使われた。繰り返し型では交流増幅器を採用するものもあった。半導体式のアナログコンピュータが製品化できなかったのは、トランシスターが電流制御素子で入力インピーダンスを上げにくかったことと、ドリフト抑制にまだ問題があったためである。
アナログコンピュータは「過渡解」を求めるのに大変能力が高いが、定常解だけを求めたい場合などで係数器には「過渡解」を短絡する小容量のコンデンサーを出力帰還側抵抗器に並列に接続して動作の安定化を図ることがある。これは高感度演算増幅器に設定条件次第で不安定さが残る場合に現場の知恵として利用した。
以上の構成要素に、標準電圧と、定数設定ポテンショメーターとで方程式（主に微分方程式）を構成させ、各部の電圧出力を出力装置であるペン書き記録計や、簡易にオシロスコープ上に描画させるというのが基本構造である。

## 設定例

### 二階微分方程式

F5)．MRK過渡現象解析

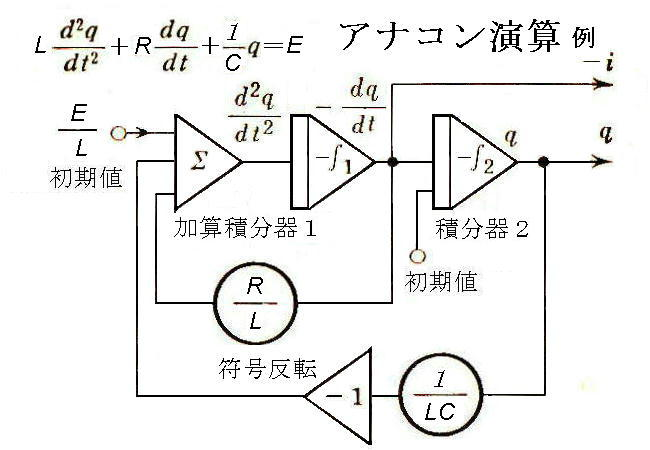
F6)．LRC過渡現象解析

微分方程式の解は、現象開始当初の「過渡解」と、無限大時間経過後の「定常解」の和として表せるが、アナログコンピュータの最大の利点がこの「過渡解」を目視できることで、そこが設計開発現場への普及の原動力となった。

#### 等加速度運動
一様重力などによる加速度αが一定の場合の速度V、位置Yを求めると、重力加速度Gを単純に2回積分すれば落下位置yであるから
{\displaystyle {\begin{aligned}v&=\int Gt=Gt\\y&=\int Vt=\iint Gt={\frac {1}{2}}Gt^{2}\end{aligned}}} （教科書公式、以下同）
となり、重力加速度Gの1回積分で落下速度V、2回積分で落下高度Yが算出され、図の構成で「方程式の解」として1段目で直線のランプ函数、2段目の積分で放物線が表示される。

#### MRK振動過渡応答
Md2x/dt2+Rdx/dt+Kx=F
を解くために変形し、図［F5］を構成する。

#### LRC振動過渡応答
Ld2q/dt2+Rdq/dt+1/Cq=E
を解くために変形し、図［F6］を構成する。

#### 単振動解とサークルテスト
演算増幅器・積分器の性能試験などで行われるものである。減衰項のない2階の微分方程式にステップ函数入力を与えた場合の解が単振動解になるのをアナログコンピュータに解かせ、その減衰度で誤差の程度を確認する（図［F7］参照）。すなわち式、
d2x/dt2+ω2x=1
を解けば、
{\displaystyle {\begin{aligned}x&=\cos \omega t\\{\frac {dx}{dt}}&=-\omega \cdot \sin \omega t\\{\frac {d^{2}x}{dt^{2}}}&=1-\omega ^{2}\cdot \cos \omega t\end{aligned}}}
といった単振動解が得られるはずだが、現実には様々な誤差により減衰する。この減衰度合いで演算誤差の程度を判定する。
積分器の入出力をオシロスコープ（CRT）のX軸とY軸に繋ぐと、完璧な積分器であれば円（楕円）、誤差があると次第に直径が小さくなる螺旋を描くことから「サークルテスト」と呼んだ。機械式の微分解析機の性能・機能テスト用に、またデモンストレーション等にも使われることが多い（東京理科大学の近代科学資料館での動態展示でも行われている）同名のサークルテストと同様に、単純な単振動解となる式を利用している。

### 多元一次連立方程式
多元一次連立方程式の一般解はその係数の行列で作る行列式（クロネッカーのデルタ）で機械的に解が算出でき、プログラム電卓の組込プログラムになっているほどで、定常解を一つ一つ電圧計で読み取るアナログコンピュータの出番ではない。
アナログコンピュータの解説書には大抵解法の記載があるが、まず使われなかった。

### 微分方程式の定常解
「交流回路のオームの法則」として、複素数表示を導入した演算で、交流回路での微分方程式の定常解が位相関係を含めて簡単に解けてしまうことから、その目的だけのためにアナログコンピュータを使うことはまずなかった。工業系学校で主に教えられ、工業高校電気科2年次「電気理論Ⅱ」～機械科3年次「電気一般」、工業大学電気科「電気回路論」などの授業があり、経産省（通産省）実施の電気事業主任技術者試験も複素数計算前提で出題されているが、非工科系では採用されていないことの多い計算方法である。
従って、アナログコンピュータは微分方程式の過渡解を求める高い能力が重用されることになり、「アナログコンピュータ」の参考書も、微分方程式解法中心に、構造や設定上の注意を解説している。

## 実用例
工業製品化された「真空管式アナログコンピュータ」は教材用や研究室用として用いられるだけでなく、ユーザーによる構成次第で、自動車の振動解析など工業製品の開発設計や送電線路網の解析など、広汎・多彩に用いられている。その汎用性が、研究室レベルに留まらず、工業大学、工業高等専門学校、一部工業高校で、正課の授業で取り上げられた理由であり、一品生産ではない量産商品としてヒースキット社から「教育用アナログコンピュータ」が399ドル、「組立キット」が199ドルで売りだされる背景となった。